# Roman Pillardy
Roman Edward Pillardy (ur. 23 sierpnia 1940 w Świętochłowicach) – polski przedsiębiorca, polityk, poseł na Sejm PRL IX kadencji.

## Życiorys
Syn Jana i Gabrieli. W 1958 podjął pracę w Zakładzie Ubezpieczeń Społecznych w Chorzowie, w 1959 w Zarządzie Wojewódzkim Związku Młodzieży Socjalistycznej, a w 1962 w ZW ZMS w Opolu (jako kierownik wydziału, a potem wiceprzewodniczący). W 1961 wstąpił do Polskiej Zjednoczonej Partii Robotniczej, gdzie był I sekretarzem Podstawowej Organizacji Partyjnej oraz członkiem Komitetu Wojewódzkiego (w 1983 zasiadał w jego egzekutywie), a od 1967 do 1972 kierownikiem kancelarii I sekretarza KW. W 1969 ukończył prawo na Uniwersytecie Wrocławskim. W 1972 został szefem Radia Opole, natomiast w 1980 redaktorem naczelnym Ośrodka Telewizyjnego w Katowicach. Należał do Patriotycznego Ruchu Odrodzenia Narodowego. W latach 1985–1989 pełnił mandat posła na Sejm PRL IX kadencji z okręgu Chorzów, zasiadając w Komisji Regulaminowej i Spraw Poselskich, Komisji Spraw Zagranicznych oraz w Komisji Nadzwyczajnej do rozpatrzenia poselskiego projektu ustawy o konsultacjach społecznych i referendum. Od 1986 był członkiem Komisji Propagandy Komitetu Centralnego PZPR.
Uczestniczył w obradach Okrągłego Stołu w podzespole do spraw środków masowego przekazu.
Pełni wysokie, w tym kierownicze funkcje w różnych spółkach.
Odznaczony przez prezydenta Aleksandra Kwaśniewskiego Krzyżem Oficerskim (2000) i Komandorskim (2005) Orderu Odrodzenia Polski za zasługi w działalności w Towarzystwie Przyjaciół Śląska. Posiada także Krzyż Kawalerski Orderu Odrodzenia Polski, Złoty i Srebrny Krzyż Zasługi, Srebrny i Brązowy Medal „Za zasługi dla obronności kraju”, Złotą, Srebrną i Brązową Odznakę im. Janka Krasickiego, odznakę honorową Zasłużony Działacz Kultury oraz odznakę „Zasłużony Działacz Kultury Fizycznej”.